# Республика Корея на летних Олимпийских играх 1952
Республика Корея принимала участие в Летних Олимпийских играх 1952 года в Хельсинки (Финляндия) во второй раз за свою историю, и завоевала две бронзовые медали. Сборная страны состояла из 19 спортсменов (18 мужчин, 1 женщина).

## Медалисты
| Медаль | Спортсмен   | Вид спорта       | Дисциплина        |
| ------ | ----------- | ---------------- | ----------------- |
| Бронза | Кан Джунхо  | Бокс             | Мужчины, до 54 кг |
| Бронза | Ким Сонджип | Тяжёлая атлетика | Мужчины, до 75 кг |